# Bocholt
Bocholt er en by i Tyskland nordvest i delstaten Nordrhein-Westfalen med cirka 75.000 indbyggere. Byen ligger i kreisen Borken, 4 km fra grænsen til Holland.
Bocholt er en industri- og indkøbsby. Flere gågader og et indkøbscenter i bymidten tiltrækker mange besøgende fra det omkringliggende område, især fra Holland.

## Historie
Bocholt blev først nævnt i skriftlige kilder i 779, da Karl den store vandt et slag mod sakserne i nærheden. 
Bosætningen er sandsynligvis meget ældre end dette. Biskop Dietrich III von Isenburg fra Münster gav Bocholt byrettigheder i 1222.

## Kendte personer
- 1888, 22. Juni, Jeanette Wolff i Bocholt  († 19. maj 1976 i Berlin), var en tysk fagforeningskvinde og politiker (SPD). Hun overlevde opholdet i flere koncentrationslejre. Efter 2. verdenskrig var hun medlem af først Berlins parlament og senere Forbundsdagen. Hun var også aktiv med hensyn til at genetablere jødiske organisationer.